# 成都天府国际赛道
成都天府国际赛道位于中国四川省成都市天府新区，距成都市中心直线距离约39.5公里，一期西赛道设计占地面积约1000亩，按照国际汽车运动联合会最新技术标准设计的国际汽联二级赛道，全长3.26公里，赛道最高设计时速280公里每小时。未来将建成可承办F1赛事的 FIA 一级赛道。